# Bogø

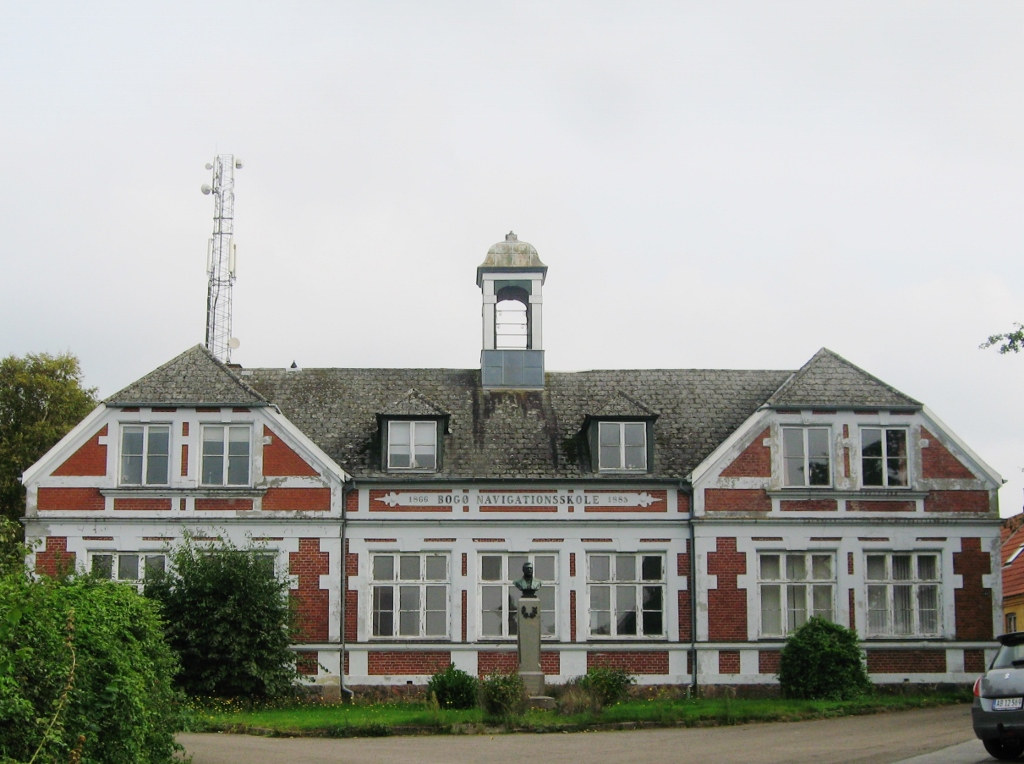
Bogø Navigationsskola. Huvudbyggnad (1885)

Bogø är en ö i Danmark, mellan Själland och Falster. Ytan är på 13,07 km² och invånarantalet 1 186 (2020).. Det enda egentliga samhället på ön är Bogø By med 937 invånare (1 januari 2018). Öns högsta punkt är Kathøj, 32 m ö.h.
Ön hänger ihop med öarna Farø och Møn via två vägbankar. Sundet mellan Bogø och Møn, norr om fördämningsvallen, heter Letten.
År 2017 utsågs Bogø tillsammans med  Møn och Nyord till Danmarks första biosfärområde av Unesco.